# سیارک ۴۴۰۵
سیارک ۴۴۰۵ (به انگلیسی: 4405 Otava، نامگذاری:1987QD1) چهار هزار و چهارصد و پنجمین سیارک کشف شده‌است که در ۲۱ اوت ۱۹۸۷ کشف شد.
قدر مطلق سیارک برابر ۱۱٫۳۰ است.